# 여곡성 (2018년 영화)
"여곡성"은 2018년에 개봉한 대한민국의 영화이다. 1986년에 개봉한 동명의 영화를 리메이크했다.

## 캐스팅
- 서영희 : 정경부인 신씨 역
- 손나은 : 옥분 역
- 이민호 : 해천비 역
- 박민지 : 월아 역
- 최홍일 : 이경진 대감 역
- 손성윤 : 김경란 역
- 이재아 : 박영숙 역
- 이재구 : 장 서방 역
- 이해나 : 예산댁 역
- 김희상 : 연두 역
- 김호창 : 명규 역
- 최설 : 범식 역
- 김준배 : 의암 역
- 홍예리 : 비류 역
- 육진수 : 갑포 역
- 서한결 : 김씨부인 역
- 이육헌 : 의원 역
- 김지혜 : 머리카락귀신 역
- 장민서 : 빙의된소녀 역
- 주아연 : 연희 역
- 이승훈 : 주지승 역
- 강수호 : 승려 1 역
- 이규성 : 승려 2 역
- 김준구 : 호위무사 1 역
- 정다온 : 호위무사 2 역
- 김동규 : 호위무사 3 역
- 장신애 : 악사 1 역
- 이설희 : 악사 2 역
- 고영빈 : 악사 3 역
- 정대로 : 웅례 역
- 신혜지 : 순이 역
- 김재이 : 어린신씨 역
- 최문석 : 과거신씨대감 역
- 박민정 : 한씨 역
- 신아인 : 어린옥분 역
- 이강인 : 옥분아들 역
- 신시우 : 동자승 1 역
- 이승현 : 동자승 2 역
- 이계인 : 이대감어린아들 1 역
- 최현진 : 이대감어린아들 2 역
- 서성균 : 이대감어린아들 3 역

## 같이 보기
- 2018년 대한민국의 영화 목록